# Rów Północny
Rów Północny (także: Pstrągowy) – ciek wodny w gminie Suchy Las, lewy dopływ Warty, główny ciek wodny poligonu w Biedrusku.
Obszar źródliskowy znajduje się na północny wschód od Chludowa (m.in. jezioro Chludowskie). Potem ciek przepływa pomiędzy Wzgórzami Piłsudskiego, a Wzgórzem Jagiełły w kierunku wschodnim. Pierwotnie uchodził do Warty około 3 kilometry na północ od Biedruska w rejonie tzw. Olszynki. W latach 1970–1971 rów skierowano w stronę Biedruska celem budowy bazy szkoleniowo-wypoczynkowej dla żołnierzy w oparciu o zapomniane i zarośnięte zbiorniki wodne pochodzenia przedwojennego. Prace pomiarowe wykonano pod kierunkiem majora Krasowskiego. Wiele robót budowlanych i melioracyjnych wykonywano ręcznie (tereny podmokłe), ale użyto też ciężkiego sprzętu (koparki) i materiałów wybuchowych. Zbiorniki zarybiał i obejmował opieką major Jarosław Piotrowski (zmarły w 1994 i pochowany w Alei Zasłużonych Cmentarza Junikowskiego w Poznaniu). Był też budowniczym jednego z dwóch powstałych akwenów (górnego). Pierwsze połowy ryb odbyły się tutaj w 1972. Do 1997 dozwolone było wędkowanie co drugi dzień. W latach 90. XX wieku zbiorniki sprzedano prywatnemu właścicielowi bez wiedzy dawnych budowniczych.
Całość objęta jest obszarem Natura 2000 - PLH 300001. Chronione są m.in. unikalne w regionie, a zlokalizowane w dolinie rowu, murawy ze związku Bromion erecti.